# الدين والدولة وتطبيق الشريعة

محمد عابد الجابري مؤلف كتاب الدين والدولة وتطبيق الشريعة

الدين والدولة وتطبيق الشريعة هو كتاب للفيلسوف محمد عابد الجابري صدر عن مركز دراسات الوحدة العربية سنة 1996، يعالج قضايا فكرية راهنة، ويناقش أمور الدين والدولة من خلال بحث في المرجعية التراثية ،كما يعرض مسائل مثل الخلافة والديمقراطية والعقلانية والطائفية وعلاقة الدين بالسياسة ،كما يدرس أمور شتى تتفرع عن المواضيع الرئيسية كالصحوة والتجديد والسلفية.

### الطبعات
طبع الكتاب خمس طبعات كان آخرها سنة 2017 وصدرت أيضا عن مركز دراسات الوحدة العربية،  وترجم إلى الكردية والإنجليزية.

## محتوى الكتاب
القسم الأول: مسألة الدين والدولة
1. الدين والدولة.. في المرجعية التراثية.

- مسألة تنفيذ الأحكام.
- الخلافة وميزان القوى.
- الخلافة ثغرات دستورية.
- الأيديولوجيا السلطانية والخلقية الإسلامية.

2. الدين والدولة في المرجعية النهضوية.
- ضرورة تجنب تعميم المشاكل القطرية
- الطائفية والديمقراطية.
- بدلاً من العلمانية الديمقراطية والعقلانية.

3. الدين والسياسة والحرب الأهلية
القسم الثاني: مسألة تطبيق الشريعة
1. الصحوة والتجديد.
2. السلفية أم التجربة التاريخية للأمة؟
3. التطرف يمينًا ويسارًا.
4. التطرف بين العقيدة والشريعة.
5. من أجل اجتهاد مواكب.
6. معقولية الأحكام الشرعية.
7. الأحكام والدوران.
8. ولكل عصر ضرورياته الخاصة.
9. ادرأوا الحدود بالشبهات.
10. حول "التطبيق الكامل للشريعة".[6]

## المحتوى
يعرض الكتاب مجموعة من الحقائق التاريخية الاجتماعية التي أطرت في عهد الصحابة مفهومهم لعلاقة "الدين والدولة "و هي علاقة لم تكن من المفكر فيه حسب الكاتب، ويناقش النظريات والآراء التي أدلى بها المتكلمون والفقهاء في العديد من المواضيع منها ما اصطلح عليه بالإمامة أو الخلافة، ويرى أن فالأحكام الشرعية حسب الكاتب ينتظمها ثلاثة أركان: النسخ وأسباب النزول والمقاصد، ويعتبر أن طرح إشكالية ثنائية الدين والدولة من الأسئلة المزيفة لأنه سؤال محدث لم يطرح في الفكر الاسلامي منذ ظهور الإسلام حتى أوائل القرن التاسع عشر لذا لابد من التمييز بين السلطة المنفذة للاحكام الشرعية وبين الهيئة الاجتماعية المسماة: الدولة، ورغم محاولة الدول التي أعقبت فترة عثمان وعلي البحث عن شرعيات لتبرير حكمها.  لكن شؤون الحكم والسياسة تستند حسب الكاتب إلى مبادئ ثلاث: الشورى والمسؤولية وقوله عليه الصلاة والسلام: "و أنتم أدرى بشؤون دنياكم ".
,و مع تطورات الأحوال الاجتماعية والاقتصادية في العصر الراهن مما جعل من الحياة المعاصرة واقعاً يختلف نوعياً عن الحياة الماضية، فإن تطبيق الشريعة حسب رأيه يتطلب اليوم إعادة تأصيل الأصول على أساس اعتبار المصلحة الكلية كما كان يفعل الصحابة، أما ما يتعلق بمشاكل الطائفية في العالم العربي فقد ربط المؤلف بروزها بغياب الديمقراطية ببعيدها السياسي والاجتماعي,.
كما كما ينتقد الكاتب المفهوم الذي أُعطي لمصطلح العلمانية بعد ترجمة غير موفقة ل " اللايكية "بالفرنسية، ويعتبرها مسألة مزيفة مما يستدعي مراجعة هذا المفهوم وتعويضه بشعاري الديمقراطية والعقلانية. وهو يحد الديمقراطية بمعنى حفظ حقوق الأفراد، والجماعات، والعقلانية بمعنى خضوع الممارسة السياسية للعقل ومعاييره المنطقية والأخلاقية، وليس على الهوى، والتعصب، وتقلبات المزاج.
كما يدعو إلى إعادة تأصيل الأصول وبناء معقولية الحكم الشرعي التي كانت مشروعا للإمام الشاطبي صاحب كتاب الموفقات، ويقوم بناء معقولية الحكم الشرعي حسب موقفه على «أسباب النزول» في إطار اعتبار المصلحة مع فسح المجال لبناء معقوليات أخرى عندما يتعلق الأمر بـ «أسباب نزول أخرى أي بوضعيات جديدة.

## نقد
تعد قراءة الجابري في الكتاب قراءة معاصرة ترجع للتراث والتاريخ من أجل العبرة واستنباط ما يمكن الاستفادة منه في الراهن، لكن هناك من يرى أنّ خطاب الجابري في تناوله لمسألة العلمانيّة ومسألة الطائفيّة واقع تحت أثر هذا الوعي الذي تجلّى في إعادة إنتاج مواقف "أشعريّة" الطابع، مؤشّراتها الإصرار على ربط الدين بالدولة. ومنهم من اعتبر أن محمد عابد الجابري وقع في فخ مرادفة «العلمانية» بـ«الدين» ويعتبر أنه لا يصرح بأن وظيفة «العقلانية السياسية» هو ذاته وظيفة «العلمانية».
و يتفق عبد الإله بلقزيز في مؤلفه "النبوة والسياسة" مع ما ذهب إليه محمد عابد الجابري في كتابه هذا حول أن المرجعية الأساسية إن لم نقل الوحيدة في مجال العلاقة بين الدين والدولة، ومسألة تطبيق الشريعة هي عمل الصحابة.

## اقتباسات
- لا شيء يعتم الرؤية ويوقع في التيه الوجداني والضلال الفكري كالأسئلة المزيفة. الأسئلة المزيفة هي كأسئلة الأطفال، أسئلة تطرح مشاكل مزيفة يعيشها الوعي على أنها مشاكل حقيقية. وخطورة السؤال المزيف تكمن في أنه يستدعي جواباً مزيفاً يثير بدوره مشكلة أو مشاكل مزيفة. ذلك لأن كل سؤال يطرح إلا ويحمل معه مشروع جواب[
- إن التطرف في مثل هذه الحال يصبح نوعاً من النظرة السحرية إلى العالم، يكتسي طابع الهروب إلى الأمام. ولذلك فليس غريباً أن ترى المتطرف يقفز من أقصى اليمين إلى أقصى اليسار أو العكس
- إن المناداة بـ «الاجتهاد» و«فتح باب الاجتهاد ستظل كلاماً في الهواء ما لم يتم فتح) العقل الذي تقع عليه مهمة الاجتهاد، ذلك لأن باب الاجتهاد لم يغلق، وإنما انغلق عندما انغلق الفكر الذي كان يمارسه، ضمن إطار حضاري توقف عن الحركة والنمو